# Łukasz Kujawski
Łukasz Kujawski (ur. 2 marca 1988 w Kartuzach) – polski lekkoatleta, specjalizujący się w biegach długich. 
Jako czwarty minął linię mety biegu na 5000 metrów podczas mistrzostw Europy juniorów w 2007. Dwa lata później na dwukrotnie dłuższym dystansie uplasował się na czternastej lokacie czempionatu Starego Kontynentu dla zawodników poniżej 23 lat. Nie ukończył rywalizacji w gronie młodzieżowców podczas przełajowych mistrzostw Europy w Dublinie (2009). Rok później w tej kategorii wiekowej w przełajowych mistrzostwach Europy  zajął 21 miejsce.
Medalista mistrzostw Polski seniorów zdobył dwa złote (Bydgoszcz 2011 – bieg na 3000 m z przeszkodami oraz bieg na 5000 m) i jeden brązowy medal (Lidzbark Warmiński 2011 – bieg na 10 000 metrów). Stawał na podium mistrzostw Polski juniorów (także halowych i przełajowych) oraz wywalczył w 2009 młodzieżowe mistrzostwo kraju w biegu na 5000 metrów oraz w biegu przełajowym.

## Osiągnięcia
| Rok  | Impreza                                   | Miejsce   | Konkurencja        | Pozycja     | Wynik    |
| ---- | ----------------------------------------- | --------- | ------------------ | ----------- | -------- |
| 2007 | Mistrzostwa Europy juniorów               | Hengelo   | bieg na 5000 m     | 4. miejsce  | 14:22,42 |
| 2009 | Młodzieżowe mistrzostwa Europy            | Kowno     | bieg na 10 000 m   | 14. miejsce | 32:37,03 |
| 2009 | Mistrzostwa Europy w biegu na przełaj     | Dublin    | bieg młodzieżowców | –           | DNF      |
| 2010 | Mistrzostwa Europy w biegu na przełaj     | Albufeira | bieg młodzieżowców | 21. miejsce | 24:58    |
| 2013 | Mistrzostwa świata w biegach przełajowych | Bydgoszcz | bieg seniorów      | 64. miejsce | 35:11    |

## Rekordy życiowe
- bieg na 1500 metrów - 3:39,92 (25 czerwca 2011, Szczecin)
- bieg na 5000 metrów – 14:06,96 (13 sierpnia 2011, Bydgoszcz)
- bieg na 10 000 metrów – 29:13,59 (2 maja 2009, Kędzierzyn-Koźle)
- bieg na 3000 metrów z przeszkodami – 8:27,12 (12 czerwca 2011, Strasburg)